# König Róbert
König Róbert (a médiában Kőnig Róbert névalakban is olvasható) (Székesfehérvár, 1951. november 3. – Budapest[forrás?], 2014. január 27.) Munkácsy Mihály-díjas magyar grafikusművész.

## Életútja, munkássága
Gimnáziumi tanulmányait a székesfehérvári Teleki Blanka Gimnáziumban végezte, felsőfokú tanulmányokat a Magyar Képzőművészet Főiskolán folytatott, 1975-ben diplomázott. A főiskolán Raszler Károly és Rozanits Tibor voltak a mesterei. Diplomás grafikusként különböző képzőművészeti csoportokban működött, a Kisgrafika Barátok Körében, a Dürer Társaságban és a VUdAK-ban. 1976-ban és 1979-ben Derkovits Gyula képzőművészeti ösztöndíjban részesült. Ösztöndíjak segítségével tanulmányúton járt Olaszországban, a Szovjetunióban, a Német Demokratikus Köztársaságban, Csehszlovákiában, Norvégiában. 1975-ben bekerült a Képzőművészeti Főiskola Grafika tanszékére oktatónak, sok jeles tanítványt bocsátott útjára, köztük Takáts Márton grafikusművészt, Balogh Tibor grafikus- és festőművészt.
A tanításban és alkotásaiban is rajzzal, fametszettel, linóleummetszettel, rézkarccal és litográfiával foglalkozik. Alkotásait egyéni és csoportos kiállításokon méretteti meg itthon és külföldön. Itthon is nemzetközileg is elismerik művészetét, 1993-ban a Hágai Király Akadémián volt vendégtanár, 1997-ben a Buffalo-i Castellani Múzeumban szerepelt, 1999-ben elnyerte Baden-Würtenberg Tartomány művészeti nagydíját.
2011-ben, 60. születésnapja alkalmából a székesfehérvári Vörösmarty Társaság rendezett tiszteletére kiállítást a 12. Művészeti Fesztivál keretében 60 év - 60 grafika címmel.

## Kiállításai (válogatás)

### Egyéni
- 1978 • Róma
- 1979 • Bolgár Kulturális Központ, Budapest
- 1983 • Művelődési Ház, Komló • ARÉV Szálló, Székesfehérvár
- 1986 • József Attila Könyvtár, Miskolc • Galerie Mensch, Hamburg
- 1989 • Tornyai János Múzeum, Hódmezővásárhely
- 1990 • Vigadó
- 1991 • Csepel Galéria, Budapest • Püski Galéria, Székesfehérvár
- 1992 • Vörös Szalon • Csók Galéria, Budapest
- 1993 • Királyi Akadémia, Hága • Törökszentmiklós • Tatabánya • Bóly
- 2003 • egyéni kiállítás, Stuttgarti Magyar Intézet • Gutekunst Galéria, Reutlingen • Wolfsburg
- 2011 • 60 év - 60 grafika • Székesfehérvár.

### Csoportos
- 1982 • Mulhouse
- 1985 • III. Országos Grafikai Biennálé, Miskolci Képtár, Miskolc
- 1987, 1988 • Recklinghausen
- 1993 • Goethe Intézet, Budapest • Tübingen
- 1997 • 44. Vásárhelyi Őszi Tárlat, Tornyai János Múzeum, Hódmezővásárhely.[4]

## Díjak, elismerések
- SZOT-díj (1991)
- M. S. mester díj (2010)
- Munkácsy Mihály-díj (2013)